# 超級傳播者

九龍維景酒店9樓房間SARS傳播情況，綠色為超級傳播者的房間，藍色為被感染者的房間，紅色為採集到SARS病毒的公共區域

超級傳播者（Super-spreader）為一流行病學術語。 超级传播者是一种传染性异常强的有机体，它感染了一种疾病。在人类传播的疾病背景下，超级传播者是比一般感染者更容易感染他人的人。 这种超级传播者在流行病学中尤其令人关注。
實際上，典型的超級傳播通常符合80/20法则，即大約20％的受感染者導致了80％的傳播個案。
超級傳播事件受多種因素影響，包括族群免疫力、医院内感染、病毒性、病毒載量、誤診、傳播途徑、免疫抑制和多重病原體感染。

## 疫症爆發事件

### 2019新型冠状病毒肺炎
2020年1月26日（農曆年初二），一個家族的19人於香港觀塘興業街14號永興工廈4樓C4室的「Lento Party Room」派對房間舉行家族聚會，並且在室外平台燒烤及打邊爐，當中包括2名來自廣東省的親戚。最終聚會中共有11人確診患上新型冠状病毒肺炎，成為香港爆發新型冠状病毒肺炎以來，最早多人受感染的家族群組。此外，另有2名沒有參與是次聚會的人士，懷疑與該家族的患者在同一工作場所共事時而受到感染，令與該家族有關的確診個案累計增至13宗。
此外，韓國大邱「新天地耶穌教會」一名61歲婦女被認為是超級傳播者，她亦曾在婚禮與多人交談並到首爾參加研討會，韓國當時近半數確診病例與她有關。
2021年1月上旬，一名来自哈尔滨市呼兰区的个体营销人员先后在吉林省公主岭市范家屯镇、通化市源升品质生活坊进行培训授课，由于他曾于1月5日乘坐K350次列车返回长春市，与来自绥化市望奎县的夫妻同车厢，加上参加培训的人员均为中老年人，令此次传播在吉林省直接或间接传染102人（截至1月17日），形成超级传播链。

### 2003嚴重急性呼吸道症候群
2003年2月，廣州中山大學附屬第二醫院（中山二院）的64歲退休教授劉劍倫，在2月11-13日於中山二院工作時接觸過數名非典型肺炎病人受到傳染，其後被發現出現肺炎病徵，例如他在2月17日於廣州照的X光片顯示肺部左下區域有霧化。但已染肺炎的劉劍倫並未有隔離就醫，他只是自行服用抗生素，更於2月21日攜同妻子到香港，入住京華酒店（九龍維景酒店）911號房一晚。因劉劍倫在港期間未有使用口罩等防禦措施，京華酒店的電梯等公眾地方受到嚴重污染，造成16位酒店住客和訪客受到感染，繼而引起香港的威爾斯親王醫院大爆發和聖保祿醫院的小型疫情，以及社區大爆發，亦同時把SARS病毒傳到遙遠的多倫多、溫哥華、河內、新加坡、菲律賓、英國、美國等，以及返回中國大陸本身。其他被劉劍倫傳染的人，計有他的妻子、女兒、妹夫和廣華醫院的一位護士。合共20人被劉劍倫傳染。劉劍倫其後於2月22日往廣華醫院急症室求診並在3月4日不治去世。
2003年2月24日，一名26歲香港居民到京華酒店後受到感染，出現發燒症狀，在2月28日到威爾斯親王醫院急症室求診，被診斷為呼吸道感染後出院返家。3月4日返回急症室，並被安排入住8A病房。此病人實為SARS帶菌者，引致病房中多人被感染。其後院方重開了8A病房，不單令疫症在醫院中廣泛蔓延，而該名26歲的男病人出院後更把病毒傳入社區，尤其帶到了淘大花園，引致社區爆發。
嚴重急性呼吸系統綜合症冠狀病毒(SARS-CoV)最初在2002年11月廣東省爆發，經由超級傳播者兩週內快速蔓延至37個國家，疫症共導致8,273宗感染病例，775人死亡。

### 1989年德國麻疹爆發
麻疹是一種具有高度傳染性的病毒，以空氣傳播，甚至可以在已接種疫苗的社區中也會出現。1989年，在芬蘭的一間小鎮學校，麻疹爆發導致了51宗病例，其中幾宗以前已經接種過疫苗。僅一個孩子共感染了另外22個人，因此該孩子被認為是超級傳播者。

## 外部連結
- 世界卫生组织：严重急性呼吸道综合征信息 （页面存档备份，存于）
- 官方SARS資訊 （页面存档备份，存于） 来自世界卫生组织
- 官方SARS資訊 （页面存档备份，存于） 来自美国疾病控制与预防中心
- CDC：流感大流行階段 （页面存档备份，存于）
- 歐洲疾病預防控制中心 （页面存档备份，存于）